# Dina
Dina (hebrejsky דינה‎), též Dína, je ženské rodné jméno hebrejského původu. Česká výslovnost je Ďina, Ďína nebo Dína, nikoliv však Dyna. V českých starých kalendářích se uvádí jméno Dina, které je hebrejského původu a znamená „rozsudek, ortel“ nebo „pomstěná“ na den 14. května. 20. června jej slaví v Polsku. V germánských jazycích se také užívá jako domácí zdrobnělina ke jménům Leopoldina, Bernardina apod. Jméno je častěji používáno v Kanadě, USA, Polsku, Izraeli, na blízkém východě, v Maďarsku, Švédsku a na Ukrajině.
Podle českého kalendáře má svátek 14. května.

## Příběh dle bible
O Díně se dočteme ve 34. kapitole 1. knihy Mojžíšovy. Je to jediná dcera Jákoba a jeho první ženy Ley. Příběh Díny je kratičký, vejde se do několika málo biblických veršů. Začíná tím, že se Dína vydává na cestu za ženami kenaánské země, kde se její otec právě usadil. Vydává se poznat ženy té země, je jediná dcera Jákoba, vyrůstá mezi samými chlapci.  
„Na této své svobodné cestě je přepadena, hruběji řečeno znásilněna knížetem té země Šekemem,“ říká teoložka Kateřina Bauer a vypráví, že se Šekem do Díny zamiloval.  
Biblický vypravěč to popisuje následovně: „Přilnul však k Díně, dceři Jákobově, celou duší, zamiloval si tu dívku a vemlouval se do jejího srdce.“  
Šekem si chce vzít Dínu za ženu. „Chce tím odčinit, co spáchal,“ podotýká Kateřina Bauer. Jenže se mu to nepovede. Protože k nápravě jsou potřeba vždy obě strany sporu. Jedna, která se snaží něco odčinit, a druhá, která tuto snahu přijímá a oceňuje. A ta tu chybí. Místo toho popisuje biblický vypravěč hněv Díniných bratrů.  
Když přijde Šekemův otec vyjednávat o sňatku Díny a Šekema, Jákobovi synové požadují, aby se Šekem a všichni muži prvně nechali obřezat. A ti překvapivě souhlasí. Jenže pár dní na to vtrhnou dva z Díniných bratří, Šimeon a Lévy, do města, plného obřezaných a tedy boje neschopných mužů, všechny je povraždí, včetně Šekema a jeho otce, odvedou Dínu a vezmou do otroctví ženy a děti.  
Dovršení příběhu o Díně, jejích bratřích a Šekemovi najdeme na konci první knihy Mojžíšovy, kdy Jákob žehná svým synům a Šimeona i Léviho z požehnání vyjímá a proklíná jejich hněv.  ,

## Příběh podle Tóry
Když Jákob doputoval k městu Šekem (dnešní Nábulus), šla se Dína projít, aby si prohlédla místní ženy. Při tom ji spatřil syn chivejského vládce Chamóra – Šekem, kterému se Dina zalíbila. Šekem Dínu znásilnil (vynutil si na ní ulehnutí do společného lože), čímž ji poskvrnil a ponížil. Chámor i Šekem požádali Jákoba a jeho syny o Díninu ruku, přičemž navrhli: „Spřízněte se s námi, dávejte své dcery nám a berte si dcery naše. Můžete sídlit s námi, je před vámi celá země. Usaďte se, volně v ní obchodujte a mějte ji jako vlastní.“[3]
Jákobovi synové však na žádost odpověděli lstivě a odvětili, že by se každý chivejský muž musel nechat obřezat. Chámor a Šekem pak promluvili k mužům svého města a ti souhlasili. Všichni muži se nechali obřezat, avšak třetí den, když byli chivejští muži v bolestech po obřízce, vtrhli do města s mečem v ruce Jákobovi synové a Dínini bratři Šimeón a Lévi a všechny mužského pohlaví povraždili a za poskvrnění sestry město vyloupili. Když se Jákob dozvěděl, co jeho synové provedli, řekl jim, že jej přivedou do zkázy, načež oni odvětili: „Což směl s naší sestrou zacházet jako s děvkou?“[4]
Podle židovské tradice pojal Dínu za manželku její bratr Šimeón a porodila mu pět synů.[5] Při znásilnění v Šekemu Dína počala a porodila holčičku, která byla následně předána do pěstounské péče egyptskému manželskému páru, který nemohl mít děti. Před předáním do pěstounské péče vyrobil dědeček Jákob pro svou vnučku z kovového plíšku ozdobný závěšek na krk, na nějž vyryl informaci o jejím původu. Egyptští pěstouni dali děvčeti jméno Asenat.[6]

## Alternativní verze
Trochu jinou verzi příběhu o Díně předložila americká spisovatelka Anita Diamantová v knize Červený stan. Spisovatelka si pohrává s faktem, že se v Bibli píše, že Šekem ležel s Dínou, a tím ji ponížil. Autorka v románu rozehrává možnost, že nešlo o znásilnění, ale o tělesnou lásku mezi dvěma lidmi z různých etnik, což pobouřilo Díniny bratry. Dvoudílnou televizní adaptaci románu právě[kdy?] připravuje americká kabelová síť Lifetime.

## Obdoby
- Dina – anglicky
- Dina (Dina i Ďina) – francouzsky
- דינה – hebrejsky
- Dina (Dyna) – nizozemsky
- Dina (Dyna) – italsky
- Dina (Dyna) – německy
- Dina – polsky
- Дина – rusky
- Dina (Dyna) španělsky
- Діна – ukrajinsky

## Známé nositelky jména
- Dína – biblická postava, dcera Jákoba a Ley
- Dina Gottliebová – česko-americká výtvarnice
- Dina Štěrbová – československá horolezkyně
- Dina Ali Lasloom – Saúdská žena, která byla deportována z Filipín zpět do Saúdské Arábie
- Dina bint 'Abdu'l-Hamid (narozen 1929) – bývalá královna Jordánu, první manželka krále Husseina
- Dina Asher-Smith (nar. 1995) – britský sprinterka a britský 100m & 200m rekordman
- Dina Averina (narozena 1998) – ruská gymnastka
- Dina Babbitt (1923–2009), americká malířka původem z Československa a přeživší holocaust
- Dina Bélanger (1897–1929) – kanadská katolická jeptiška, mystička a hudebnice
- Dina Chandidas, středověký básnický básník
- Dina de Marco – mexická herečka
- Dina Doron – izraelská herečka
- Dina Eastwoodová (narozena 1965) – americká reportérka, bývalá manželka Clint Eastwooda
- Dina Edlingová (1854–1935) – švédská operní zpěvačka
- Dina Feitelson (1926–1992) – izraelská pedagožka a profesorka
- Dina Ellermann (nar. 1980) – estonská drezurní jezdkyně
- Dina Garipová (nar. 1991) – ruská zpěvačka
- Dina Kotchetková (nar. 1977) – ruská umělecká gymnastka – olympiáda
- Dina Koston (1929? –2009) – americká pianistka, hudební pedagožka a skladatelka
- Dina LaPolt – americká právnička
- Dina Lévi-Strauss nebo Dina Dreyfus (1911–1999), francouzská etnolog, antropolog, sociolog a filozof
- Dina Lohan (narozena 1962), Američanka, matka Lindsay Lohan
- Dina Manzo, bývalá spoluzakladatelka The Real Housewives of New Jersey a hvězda Dina's Party HGTV
- Dina Merrill, divadelní jméno Nedenia Marjorie Huttonové (1923–2017), americká herečka, socialita a filantropka
- Dina Meyerová – americká herečka
- Dina Miftakhutdynova (nar. 1973), ukrajinská sportovkyně – Olympiáda 1996
- Dina Nadzir, také známá jako Faradina Mohd. Nadzir, malajský Idol 2004 finalista
- Dina Porat – izraelská historička
- Dina Powell (nar. 1973) – americká obchodní manažerka a bývalá vládní úřednice
- Dina Pugliese (narozený 1974), kanadská televizní osobnost
- Dina Talaat (narozena 1964) – egyptská břišní tanečnice
- Dina Titus (narozený 1950) – americká politička z Nevady
- Dina Vinhofversová (1620–1651) – dělnice dánského hedvábí, která (a později zatáhla) obvinění ze spiknutí vraždy proti králi
- Dina Wadia (1919–2017) – dcera Mohammada Aliho Jinnaha, zakladatele Pákistánu
- Dinah Washington – americká zpěvačka a pianistka